# Green Eyed Soul
Green Eyed Soul es el álbum debut de la cantante pop alemana Sarah Connor. Fue publicado el 26 de noviembre de 2001 por el sello Epic Records. La producción principal estuvo a cargo de Rob Tyger y Kay Denar, y contó con la producción adicional de Bülent Aris, Adam Charon, Mekong Age, Rufi-Oh y el rapero TQ.

## Lista de canciones
| N.º | Título                                                           | Escritor(es)                                                                           | Productor(es)        | Duración |  |
| 1.  | «Let's Get Back to Bed – Boy!» (featuring TQ)                    | Rob Tyger, Kay Denar, Terrance Quaites                                                 | Rob Tyger, Kay D.    | 3:56     |  |
| 2.  | «If U Were My Man»                                               | Troy Samson, Bülent Aris                                                               | Bülent Aris          | 3:38     |  |
| 3.  | «French Kissing»                                                 | Tyger, Denar, Teddy Riley, Chauncey Hannibal, Lynise Walters, William Steward, Dr. Dre | Tyger, Kay D.        | 3:35     |  |
| 4.  | «Magic Ride (Whatever U Wish 4)» (featuring TQ)                  | Eddie Martin, Kenny Yeomans, Quaites                                                   | Bülent Aris          | 4:29     |  |
| 5.  | «From Sarah with Love»                                           | Tyger, Denar, Sarah Connor                                                             | Tyger, Kay D.        | 5:08     |  |
| 6.  | «Make U High»                                                    | Tyger, Denar, Connor                                                                   | Tyger, Kay D.        | 3:33     |  |
| 7.  | «In My House»                                                    | Rick James                                                                             | Charon, Age, Rufi-Oh | 3:13     |  |
| 8.  | «Where Do We Go from Here»                                       | Adam Charon, Mekong Age, Rufi-Oh                                                       | Charon, Age, Rufi-Oh | 3:55     |  |
| 9.  | «I Can't Lie»                                                    | Martin, Yeomans                                                                        | Bülent Aris          | 3:42     |  |
| 10. | «Imagining»                                                      | Martin, Yeomans                                                                        | Bülent Aris          | 5:32     |  |
| 11. | «Every Little Thing»                                             | Nosie Katzmann, Aris, Daniel Troha                                                     | Bülent Aris          | 3:37     |  |
| 12. | «Undressed»                                                      | Tyger, Denar                                                                           | Tyger, Kay D.        | 3:38     |  |
| 13. | «Can't Get None»                                                 | Terrance Quaites                                                                       | Quaites              | 3:58     |  |
| 14. | «Man of My Dreams»                                               | Aris, Chris Tonino, Michael Eirich                                                     | Bülent Aris          | 3:11     |  |
| 15. | «Let Us Come 2gether»                                            | Tyger, Denar                                                                           | Tyger, Kay D.        | 3:53     |  |
| 16. | «When I Dream»                                                   | Charon, Age, Rufi-Oh, Connor                                                           | Charon, Age, Rufi-Oh | 3:29     |  |
| 17. | «Let's Get Back to Bed – Boy!» (Gena B. Good-Remix featuring TQ) |                                                                                        | Tyger, Kay D.        | 3:56     |  |

## Posición en las listas
| Chart (2001)       | Máxima posición |
| ------------------ | --------------- |
| Alemania           | 2               |
| Austria            | 4               |
| Suiza              | 3               |
| Chart (2002)       | Máxima posición |
| Bélgica (Flanders) | 41              |
| Bélgica (Wallonia) | 44              |
| Finlandia          | 4               |
| Hungría            | 33              |
| Noruega            | 17              |
| Países Bajos       | 28              |

## Créditos
- Trabajo de arte – Ronny Rich
- Producción ejecutiva – Adam Charon, Bülent Aris, Dirk Van Gercum, Kay D., Mekong Age, Rob Tyger, Rufi-Oh
- Fotografía – Bothor